# Románia az 1988. évi nyári olimpiai játékokon
Románia a dél-koreai Szöulban megrendezett 1988. évi nyári olimpiai játékok egyik részt vevő nemzete volt. Az országot az olimpián 10 sportágban 68 sportoló képviselte, akik összesen 24 érmet szereztek.Doina Robu|

## Érmesek
| Érem  | Versenyző | Sportág       | Versenyszám                    |
| ----- | --- | ------------- | ------------------------------ |
| Arany | Paula Ivan | Atlétika      | Női 1500 m                     |
| Arany | Vasile Puşcaşu | Birkózás      | Szabadfogás, 100 kg            |
| Arany | Rodica Arba-Puşcatu Olga Homeghi-Bularda | Evezés        | Női kormányos nélküli kettes   |
| Arany | Sorin Babii | Sportlövészet | Férfi szabadpisztoly           |
| Arany | Daniela Silivaș | Torna         | Női talaj                      |
| Arany | Daniela Silivaș | Torna         | Női felemás korlát             |
| Arany | Daniela Silivaș | Torna         | Női gerenda                    |
| Ezüst | Paula Ivan | Atlétika      | 3000 m                         |
| Ezüst | Dragoş Neagu Dănuţ Dobre | Evezés        | Férfi kormányos nélküli kettes |
| Ezüst | Dimitrie Popescu Ioan Șnep Valentin Robu Vasile Tomoiagă Marin Gheorghe Lavrenszki László                                                                                                   | Evezés        | Férfi kormányos négyes         |
| Ezüst | Elisabeta Oleniuc-Lipă Veronica Cogeanu-Cochelea Liliana Geneş | Evezés        | Női kétpárevezős               |
| Ezüst | Doina Șnep-Bălan Mărioara Trașcă Veronica Necula Herta Anitaș Adriana Chelariu-Bazon Mihaela Armășescu Rodica Arba-Pușcatu Olga Homeghi-Bularda Ecaterina Oancia Viorica Ilica Livia Ţicanu | Evezés        | Női nyolcas                    |
| Ezüst | Daniel Dumitrescu | Ökölvívás     | Pehelysúly                     |
| Ezüst | Nicu Vlad | Súlyemelés    | 100 kg                         |
| Ezüst | Daniela Silivaș | Torna         | Női egyéni összetett           |
| Ezüst | Daniela Silivaș Gabriela Potorac Aurelia Dobre Celestina Popa Eugenia Golea Camelia Voinea                                                                                                  | Torna         | Női csapat összetett           |
| Ezüst | Gabriela Potorac | Torna         | Női ugrás                      |
| Ezüst | Noëmi Ildiko Lung | Úszás         | Női 400 m vegyes               |
| Bronz | Anişoara Bălan-Dobre Anișoara Sorohan-Minea Veronica Cogeanu-Cochelea Elisabeta Oleniuc-Lipă Doina Ciucanu-Robu                                                                             | Evezés        | Női négypárevezős              |
| Bronz | Mărioara Trașcă Veronica Necula Herta Anitaș Doina Șnep-Bălan Ecaterina Oancia Mihaela Armășescu Adriana Chelariu-Bazon                                                                     | Evezés        | Női kormányos négyes           |
| Bronz | Marius Gherman | Torna         | Férfi nyújtó                   |
| Bronz | Daniela Silivaș | Torna         | Női ugrás                      |
| Bronz | Gabriela Potorac | Torna         | Női gerenda                    |
| Bronz | Noëmi Ildiko Lung | Úszás         | Női 200 m vegyes               |

## Atlétika
Férfi
| Versenyző   | Versenyszám | Selejtező | Selejtező | Döntő    | Döntő    |
| Versenyző   | Versenyszám | Eredmény  | Helyezés  | Eredmény | Helyezés |
| ----------- | ----------- | --------- | --------- | -------- | -------- |
| Sorin Matei | Magasugrás  | 219 cm    | 20.**     | kiesett  | kiesett  |

Női
| Versenyző            | Versenyszám | Előfutam      | Előfutam      | Előfutam      | Döntő   | Döntő    |
| Versenyző            | Versenyszám | Idő           | Hely.         | Össz.         | Idő     | Helyezés |
| -------------------- | ----------- | ------------- | ------------- | ------------- | ------- | -------- |
| Doina Beşliu-Melinte | 1500 m      | 4:06,87       | 1.            | 8.*           | 4:02,89 | 9.       |
| Paula Ivan           | 1500 m      | 4:03,33       | 1.            | 1.            | 3:53,96 |          |
| Paula Ivan           | 3000 m      | 8:43,10       | 1.            | 1.            | 8:27,15 |          |
| Maricica Puică       | 3000 m      | nem ért célba | nem ért célba | nem ért célba | kiesett | kiesett  |

| Versenyző     | Versenyszám | Selejtező | Selejtező | Döntő    | Döntő    |
| Versenyző     | Versenyszám | Eredmény  | Helyezés  | Eredmény | Helyezés |
| ------------- | ----------- | --------- | --------- | -------- | -------- |
| Alina Astafei | Magasugrás  | 192 cm    | 4.**      | 193 cm   | 5.*      |

* - egy másik versenyzővel azonos eredményt ért el

** - két másik versenyzővel azonos eredményt ért el

## Birkózás
Kötöttfogású
| Versenyző      | Versenyszám | Vigaszágas kiesés | Vigaszágas kiesés | Helyosztók        | Helyosztók        | Bronz- mérkőzés          | Döntő             | Helyezés    |
| Versenyző      | Versenyszám | Vigaszágas kiesés | Vigaszágas kiesés | 7. helyért        | 5. helyért        | Bronz- mérkőzés          | Döntő             | Helyezés    |
| Versenyző      | Versenyszám | Ellenfél Eredmény | Hely.             | Ellenfél Eredmény | Ellenfél Eredmény | Ellenfél Eredmény        | Ellenfél Eredmény | Helyezés    |
| -------------- | ----------- | --- | ----------------- | ----------------- | ----------------- | ------------------------ | ----------------- | ----------- |
| Petrică Cărare | 68 kg       | B csoport · Markus Pittner (AUT) · 5–2 · Doug Yeats (CAN) · passzivitás · Edmundo Ichillumpa (PER) · 19–0 · Levon Dzsulfalakjan (URS) · 4–8 · Repka Attila (HUN) · 1–0 | 2.                |                   |                   | Tapio Sipilä (FIN) · 4–7 |                   | 4.          |
| Vasile Andrei  | 100 kg      | A csoport · Guram Gedehauri (URS) · 4–1 · Dušan Masár (TCH) · 6–0 · Jožef Tertei (YUG) · 0–1 · a 4. fordulóban erőnyerő · Andrzej Wroński (POL) · passzivitás          | 5.                | kiesett           | kiesett           | kiesett                  | kiesett           | helyezetlen |

Szabadfogású
| Versenyző          | Versenyszám | Vigaszágas kiesés | Vigaszágas kiesés | Helyosztók        | Helyosztók        | Bronz- mérkőzés   | Döntő                     | Helyezés    |
| Versenyző          | Versenyszám | Vigaszágas kiesés | Vigaszágas kiesés | 7. helyért        | 5. helyért        | Bronz- mérkőzés   | Döntő                     | Helyezés    |
| Versenyző          | Versenyszám | Ellenfél Eredmény | Hely.             | Ellenfél Eredmény | Ellenfél Eredmény | Ellenfél Eredmény | Ellenfél Eredmény         | Helyezés    |
| ------------------ | ----------- | --- | ----------------- | ----------------- | ----------------- | ----------------- | ------------------------- | ----------- |
| Claudiu Tămăduianu | 74 kg       | A csoport · Lars Gustafsson (SWE) · 2–1 · David Harmon (IRL) · 15–0 · Haitham Jibara (IRQ) · 7–4 · Adlan Varajev (URS) · 1–10 · Rahmat Szofiadi (BUL) · 2–14                                 | 6.                | kiesett           | kiesett           | kiesett           | kiesett                   | helyezetlen |
| Vasile Puşcaşu     | 100 kg      | B csoport · Maisiba Obwoge (KEN) · kétvállas · Wilfried Colling (FRG) · 4–0 · Georgi Karadusev (BUL) · 7–3 · Robotka István (HUN) · 5–4 · Bill Scherr (USA) · 4–1 · a 6. fordulóban erőnyerő | 1.                |                   |                   |                   | Leri Habelovi (URS) · 1–0 |             |

## Evezés
Férfi
| Versenyző                                                                                 | Versenyszám              | Előfutam | Előfutam | Vigaszág | Vigaszág | Elődöntő | Elődöntő | Döntő | Döntő   | Döntő | Helyezés |
| Versenyző                                                                                 | Versenyszám              | Idő      | Hely.    | Idő      | Hely.    | Idő      | Hely.    | Típus | Idő     | Hely. | Helyezés |
| ----------------------------------------------------------------------------------------- | ------------------------ | -------- | -------- | -------- | -------- | -------- | -------- | ----- | ------- | ----- | -------- |
| Dragoş Neagu Dănuţ Dobre                                                                  | Kormányos nélküli kettes | 6:31,95  | 1.       | erőnyerő | erőnyerő | 6:46,70  | 1.       | A     | 6:38,06 | 2.    |          |
| Dimitrie Popescu Vasile Tomoiagă Lavrenszki László                                        | Kormányos kettes         | 7:04,48  | 3.       | erőnyerő | erőnyerő | 7:00,36  | 3.       | A     | 7:02,60 | 4.    | 4.       |
| Dimitrie Popescu Ioan Șnep Valentin Robu Vasile Tomoiagă Marin Gheorghe Lavrenszki László | Kormányos négyes         | 6:10,26  | 1.       | erőnyerő | erőnyerő | 6:09,86  | 2.       | A     | 6:13,58 | 2.    |          |

Női
| Versenyző | Versenyszám              | Előfutam | Előfutam | Vigaszág | Vigaszág | Elődöntő | Elődöntő | Döntő | Döntő   | Döntő | Helyezés |
| Versenyző | Versenyszám              | Idő      | Hely.    | Idő      | Hely.    | Idő      | Hely.    | Típus | Idő     | Hely. | Helyezés |
| --- | ------------------------ | -------- | -------- | -------- | -------- | -------- | -------- | ----- | ------- | ----- | -------- |
| Marioara Popescu-Ciobanu | Egypárevezős             | 7:53,75  | 2.       | erőnyerő | erőnyerő | 7:39,93  | 2.       | A     | 7:59,44 | 5.    | 5.       |
| Elisabeta Oleniuc-Lipă Veronica Cogeanu-Cochelea Liliana Geneş | Kétpárevezős             | 7:30,09  | 1.       | erőnyerő | erőnyerő |          |          | A     | 7:04,36 | 2.    |          |
| Rodica Arba-Puşcatu Olga Homeghi-Bularda | Kormányos nélküli kettes | 7:42,53  | 1.       | erőnyerő | erőnyerő |          |          | A     | 7:28,13 | 1.    |          |
| Anişoara Bălan-Dobre Anişoara Sorohan-Minea Veronica Cogeanu-Cochelea Elisabeta Oleniuc-Lipă Doina Ciucanu-Robu                                                                                     | Négypárevezős            | 6:26,95  | 2.       | 6:26,14  | 1.       |          |          | A     | 6:23,81 | 3.    |          |
| Mărioara Trașcă Veronica Necula Herta Anitaş Doina Liliana Snep-Bălan Ecaterina Oancia Mihaela Armășescu Adriana Chelariu-Bazon                                                                     | Kormányos négyes         | 7:21,43  | 1.       | erőnyerő | erőnyerő |          |          | A     | 7:01,13 | 3.    |          |
| Doina Liliana Snep-Bălan Mărioara Trașcă Veronica Necula Herta Anitaş Adriana Chelariu-Bazon Mihaela Armășescu Rodica Arba-Puşcatu Olga Homeghi-Bularda Ecaterina Oancia Viorica Ilica Livia Ţicanu | Nyolcas                  | 7:21,43  | 1.       | erőnyerő | erőnyerő |          |          | A     | 7:01,13 | 3.    |          |

## Kajak-kenu
Férfi
| Versenyző                       | Versenyszám         | Előfutam | Előfutam | Előfutam | Vigaszág | Vigaszág | Vigaszág | Elődöntő | Elődöntő | Elődöntő | Döntő   | Döntő    |
| Versenyző                       | Versenyszám         | Idő      | Hely.    | Össz.    | Idő      | Hely.    | Össz.    | Idő      | Hely.    | Össz.    | Idő     | Helyezés |
| ------------------------------- | ------------------- | -------- | -------- | -------- | -------- | -------- | -------- | -------- | -------- | -------- | ------- | -------- |
| Daniel Stoian Angelin Velea     | Kajak kettes 500 m  | 1:34,09  | 2.       | 6.       | erőnyerő | erőnyerő | erőnyerő | 1:35,04  | 2.       | 6.       | 1:35,96 | 5.       |
| Daniel Stoian Angelin Velea     | Kajak kettes 1000 m | 3:28,42  | 5.       | 11.      | 3:31,51  | 1.       | 2.       | 3:25,91  | 1.       | 5.       | 3:35,75 | 6.       |
| Aurel Macarencu                 | Kenu egyes 500 m    | 1:54,95  | 2.       | 5.       | erőnyerő | erőnyerő | erőnyerő | 1:57,81  | 3.       | 11.      | 2:00,98 | 6.       |
| Aurel Macarencu                 | Kenu egyes 1000 m   | 4:09,71  | 3.       | 6.       | erőnyerő | erőnyerő | erőnyerő | 4:07,69  | 1.       | 4.       | 4:21,72 | 5.       |
| Grigore Obreja Gheorghe Andriev | Kenu kettes 500 m   | 1:44,91  | 4.       | 8.       | 1:50,44  | 2.       | 2.       | 1:46,25  | 2.       | 5.       | 1:45,84 | 7.       |
| Grigore Obreja Gheorghe Andriev | Kenu kettes 1000 m  | 3:48,41  | 1.       | 5.       | erőnyerő | erőnyerő | erőnyerő | 3:53,76  | 3.       | 6.       | 3:56,56 | 6.       |

## Ökölvívás
| Versenyző         | Versenyszám | Selejtező                        | 32-es főtábla                       | Nyolcaddöntő                | Negyeddöntő              | Elődöntő                               | Döntő                       | Helyezés |
| Versenyző         | Versenyszám | Ellenfél Eredmény                | Ellenfél Eredmény                   | Ellenfél Eredmény           | Ellenfél Eredmény        | Ellenfél Eredmény                      | Ellenfél Eredmény           | Helyezés |
| ----------------- | ----------- | -------------------------------- | ----------------------------------- | --------------------------- | ------------------------ | -------------------------------------- | --------------------------- | -------- |
| Daniel Dumitrescu | Pehelysúly  | Anthony Konyegwachie (NGR) · 5:0 | Jamada Vataru (JPN) · 5:0           | Wanchai Pongsri (THA) · 3:2 | Regilio Tuur (NED) · 5:0 | I Dzsehjok (Lee Jae-Hyeok) (KOR) · 5:0 | Giovanni Parisi (ITA) · RSC |          |
| Vastag Ferenc     | Váltósúly   | erőnyerő                         | Abdoukerim Hamidou (TOG) · kizárták | kiesett                     | kiesett                  | kiesett                                | kiesett                     | 17.      |

RSC – a mérkőzésvezető megállította a mérkőzést

## Sportlövészet
Férfi
| Versenyző    | Versenyszám          | Selejtező | Selejtező | Döntő   | Döntő    |
| Versenyző    | Versenyszám          | Pont      | Helyezés  | Pont    | Helyezés |
| ------------ | -------------------- | --------- | --------- | ------- | -------- |
| Sorin Babii  | Légpisztoly          | 588       | 2.        | 565     | 4.       |
| Sorin Babii  | Szabadpisztoly       | 566       | 2.        | 660     |          |
| Corneliu Ion | Gyorstüzelő pisztoly | 588       | 18.       | kiesett | kiesett  |

Női
| Versenyző      | Versenyszám   | Selejtező | Selejtező | Döntő   | Döntő    |
| Versenyző      | Versenyszám   | Pont      | Helyezés  | Pont    | Helyezés |
| -------------- | ------------- | --------- | --------- | ------- | -------- |
| Anişoara Matei | Légpisztoly   | 378       | 12.       | kiesett | kiesett  |
| Anişoara Matei | Sportpisztoly | 581       | 12.       | kiesett | kiesett  |

## Súlyemelés
| Versenyző       | Versenyszám | Szakítás                 | Szakítás                 | Lökés    | Lökés    | Összesen | Helyezés |
| Versenyző       | Versenyszám | Eredmény                 | Helyezés                 | Eredmény | Helyezés | Összesen | Helyezés |
| --------------- | ----------- | ------------------------ | ------------------------ | -------- | -------- | -------- | -------- |
| Traian Cihărean | 52 kg       | 110,0                    | 6.                       | 130,0    | 6.       | 240,0    | 6.       |
| Czanka Attila   | 60 kg       | érvényes kísérlet nélkül | érvényes kísérlet nélkül | kiesett  | kiesett  | kiesett  | kiesett  |
| Andrei Socaci   | 75 kg       | 152,5                    | 5.                       | 195,0    | 3.       | 347,5    | 5.       |
| Nicu Vlad       | 100 kg      | 185,0                    | 2.                       | 217,5    | 5.       | 402,5    |          |

## Torna
Férfi
| Versenyző                                                                             | Versenyszám      | Selejtező | Selejtező | Döntő    | Döntő    |
| Versenyző                                                                             | Versenyszám      | Pontszám  | Helyezés  | Pontszám | Helyezés |
| ------------------------------------------------------------------------------------- | ---------------- | --------- | --------- | -------- | -------- |
| Marius Gherman                                                                        | Talaj            | 19,70     | 11.       | kiesett  | kiesett  |
| Marius Gherman                                                                        | Ugrás            | 19,50     | 15.       | kiesett  | kiesett  |
| Marius Gherman                                                                        | Korlát           | 19,70     | 6.        | 9,850    | 5.       |
| Marius Gherman                                                                        | Nyújtó           | 19,70     | 4.        | 9,850    | *        |
| Marius Gherman                                                                        | Gyűrű            | 19,35     | 39.       | kiesett  | kiesett  |
| Marius Gherman                                                                        | Lólengés         | 19,60     | 15.       | kiesett  | kiesett  |
| Marius Gherman                                                                        | Egyéni összetett | 117,55    | 10.       | 117,825  | 5.       |
| Marius Tobă                                                                           | Talaj            | 19,70     | 11.       | kiesett  | kiesett  |
| Marius Tobă                                                                           | Ugrás            | 19,30     | 33.       | kiesett  | kiesett  |
| Marius Tobă                                                                           | Korlát           | 19,35     | 44.       | kiesett  | kiesett  |
| Marius Tobă                                                                           | Nyújtó           | 19,45     | 24.       | kiesett  | kiesett  |
| Marius Tobă                                                                           | Gyűrű            | 19,65     | 16.       | kiesett  | kiesett  |
| Marius Tobă                                                                           | Lólengés         | 19,30     | 36.       | kiesett  | kiesett  |
| Marius Tobă                                                                           | Egyéni összetett | 116,75    | 21.       | 116,925  | 21.      |
| Nicolae Bejenaru                                                                      | Talaj            | 19,45     | 30.       | kiesett  | kiesett  |
| Nicolae Bejenaru                                                                      | Ugrás            | 18,85     | 73.       | kiesett  | kiesett  |
| Nicolae Bejenaru                                                                      | Korlát           | 19,45     | 35.       | kiesett  | kiesett  |
| Nicolae Bejenaru                                                                      | Nyújtó           | 19,10     | 52.       | kiesett  | kiesett  |
| Nicolae Bejenaru                                                                      | Gyűrű            | 19,10     | 58.       | kiesett  | kiesett  |
| Nicolae Bejenaru                                                                      | Lólengés         | 19,35     | 35.       | kiesett  | kiesett  |
| Nicolae Bejenaru                                                                      | Egyéni összetett | 115,30    | 46.       | 115,400  | 33.      |
| Adrian Sandu                                                                          | Talaj            | 19,30     | 45.       | kiesett  | kiesett  |
| Adrian Sandu                                                                          | Ugrás            | 19,10     | 50.       | kiesett  | kiesett  |
| Adrian Sandu                                                                          | Korlát           | 19,50     | 29.       | kiesett  | kiesett  |
| Adrian Sandu                                                                          | Nyújtó           | 19,30     | 35.       | kiesett  | kiesett  |
| Adrian Sandu                                                                          | Gyűrű            | 19,00     | 65.       | kiesett  | kiesett  |
| Adrian Sandu                                                                          | Lólengés         | 18,95     | 59.       | kiesett  | kiesett  |
| Adrian Sandu                                                                          | Egyéni összetett | 115,15    | 48.       | kiesett  | kiesett  |
| Marian Rizan                                                                          | Talaj            | 19,15     | 57.       | kiesett  | kiesett  |
| Marian Rizan                                                                          | Ugrás            | 18,75     | 79.       | kiesett  | kiesett  |
| Marian Rizan                                                                          | Korlát           | 18,80     | 77.       | kiesett  | kiesett  |
| Marian Rizan                                                                          | Nyújtó           | 19,25     | 38.       | kiesett  | kiesett  |
| Marian Rizan                                                                          | Gyűrű            | 19,20     | 52.       | kiesett  | kiesett  |
| Marian Rizan                                                                          | Lólengés         | 19,70     | 9.        | kiesett  | kiesett  |
| Marian Rizan                                                                          | Egyéni összetett | 114,85    | 51.       | kiesett  | kiesett  |
| Valentin Pîntea                                                                       | Talaj            | 9,75      | 89.       | kiesett  | kiesett  |
| Valentin Pîntea                                                                       | Ugrás            | 19,00     | 60.       | kiesett  | kiesett  |
| Valentin Pîntea                                                                       | Korlát           | 19,25     | 59.       | kiesett  | kiesett  |
| Valentin Pîntea                                                                       | Nyújtó           | 18,90     | 65.       | kiesett  | kiesett  |
| Valentin Pîntea                                                                       | Gyűrű            | 19,50     | 26.       | kiesett  | kiesett  |
| Valentin Pîntea                                                                       | Lólengés         | 19,15     | 43.       | kiesett  | kiesett  |
| Valentin Pîntea                                                                       | Egyéni összetett | 105,55    | 87.       | kiesett  | kiesett  |
| Marius Gherman Marius Tobă Nicolae Bejenaru Adrian Sandu Marian Rizan Valentin Pîntea | Csapat összetett |           |           | 581,70   | 7.       |

Női
| Versenyző                                                                                  | Versenyszám      | Selejtező | Selejtező | Döntő    | Döntő    |
| Versenyző                                                                                  | Versenyszám      | Pontszám  | Helyezés  | Pontszám | Helyezés |
| ------------------------------------------------------------------------------------------ | ---------------- | --------- | --------- | -------- | -------- |
| Daniela Silivaș                                                                            | Talaj            | 19,900    | 1.        | 19,937   |          |
| Daniela Silivaș                                                                            | Ugrás            | 19,800    | 4.        | 19,818   |          |
| Daniela Silivaș                                                                            | Felemás korlát   | 20,000    | 1.        | 20,000   |          |
| Daniela Silivaș                                                                            | Gerenda          | 19,875    | 1.        | 19,924   |          |
| Daniela Silivaș                                                                            | Egyéni összetett | 79,575    | 2.        | 79,637   |          |
| Gabriela Potorac                                                                           | Talaj            | 19,700    | 12.       | kiesett  | kiesett  |
| Gabriela Potorac                                                                           | Ugrás            | 19,775    | 6.        | 19,830   |          |
| Gabriela Potorac                                                                           | Felemás korlát   | 19,675    | 9.        | kiesett  | kiesett  |
| Gabriela Potorac                                                                           | Gerenda          | 19,775    | 4.        | 19,837   | *        |
| Gabriela Potorac                                                                           | Egyéni összetett | 78,925    | 4.        | 79,037   | 4.       |
| Aurelia Dobre                                                                              | Talaj            | 19,600    | 20.       | kiesett  | kiesett  |
| Aurelia Dobre                                                                              | Ugrás            | 19,575    | 22.       | kiesett  | kiesett  |
| Aurelia Dobre                                                                              | Felemás korlát   | 19,725    | 7.        | 19,824   | 7.       |
| Aurelia Dobre                                                                              | Gerenda          | 19,775    | 4.        | kiesett  | kiesett  |
| Aurelia Dobre                                                                              | Egyéni összetett | 78,675    | 6.        | 78,812   | 6.       |
| Celestina Popa                                                                             | Talaj            | 19,650    | 16.       | kiesett  | kiesett  |
| Celestina Popa                                                                             | Ugrás            | 19,675    | 10.       | kiesett  | kiesett  |
| Celestina Popa                                                                             | Felemás korlát   | 19,550    | 19.       | kiesett  | kiesett  |
| Celestina Popa                                                                             | Gerenda          | 19,700    | 7.        | kiesett  | kiesett  |
| Celestina Popa                                                                             | Egyéni összetett | 78,575    | 10.       | kiesett  | kiesett  |
| Eugenia Golea                                                                              | Talaj            | 19,425    | 31.       | kiesett  | kiesett  |
| Eugenia Golea                                                                              | Ugrás            | 19,600    | 17.       | kiesett  | kiesett  |
| Eugenia Golea                                                                              | Felemás korlát   | 19,250    | 51.       | kiesett  | kiesett  |
| Eugenia Golea                                                                              | Gerenda          | 19,600    | 11.       | kiesett  | kiesett  |
| Eugenia Golea                                                                              | Egyéni összetett | 77,875    | 18.       | kiesett  | kiesett  |
| Camelia Voinea                                                                             | Talaj            | 19,675    | 14.       | kiesett  | kiesett  |
| Camelia Voinea                                                                             | Ugrás            | 19,600    | 17.       | kiesett  | kiesett  |
| Camelia Voinea                                                                             | Felemás korlát   | 18,950    | 67.       | kiesett  | kiesett  |
| Camelia Voinea                                                                             | Gerenda          | 19,550    | 14.       | kiesett  | kiesett  |
| Camelia Voinea                                                                             | Egyéni összetett | 77,775    | 22.       | kiesett  | kiesett  |
| Daniela Silivaș Gabriela Potorac Aurelia Dobre Celestina Popa Eugenia Golea Camelia Voinea | Csapat összetett |           |           | 394,125  |          |

* - egy másik versenyzővel azonos eredményt ért el

## Úszás
Női
| Versenyző         | Versenyszám    | Előfutam | Előfutam | Előfutam | Döntő   | Döntő   | Döntő   | Helyezés |
| Versenyző         | Versenyszám    | Idő      | Hely.    | Össz.    | Típus   | Idő     | Hely.   | Helyezés |
| ----------------- | -------------- | -------- | -------- | -------- | ------- | ------- | ------- | -------- |
| Tamara Costache   | 50 m gyors     | 26,06    | 3.       | 7.       | A       | 25,80   | 6.      | 6.       |
| Tamara Costache   | 100 m gyors    | 56,79    | 5.       | 11.      | B       | 57,11   | 8.      | 16.      |
| Luminiţa Dobrescu | 50 m gyors     | 26,56    | 5.       | 17.*     | kiesett | kiesett | kiesett | kiesett  |
| Luminiţa Dobrescu | 100 m gyors    | 56,67    | 4.       | 10.      | B       | 56,79   | 3.      | 11.      |
| Luminiţa Dobrescu | 200 m gyors    | 2:01,93  | 3.       | 11.      | B       | 2:01,98 | 4.      | 12.      |
| Stela Marian Pura | 200 m gyors    | 2:02,26  | 5.       | 13.      | B       | 2:02,30 | 5.      | 13.      |
| Stela Marian Pura | 400 m gyors    | 4:15,78  | 5.       | 15.      | B       | 4:12,14 | 3.      | 11.      |
| Stela Marian Pura | 100 m pillangó | 1:03,91  | 7.*      | 24.*     | kiesett | kiesett | kiesett | kiesett  |
| Stela Marian Pura | 200 m pillangó | 2:12,53  | 3.       | 5.       | A       | 2:11,28 | 4.      | 4.       |
| Aneta Pătrăşcoiu  | 100 m hát      | 1:03,29  | 2.       | 9.       | B       | 1:03,33 | 1.      | 9.       |
| Aneta Pătrăşcoiu  | 200 m hát      | 2:17,25  | 2.       | 11.      | B       | 2:15,75 | 1.      | 9.       |
| Aneta Pătrăşcoiu  | 200 m vegyes   | 2:17,39  | 2.       | 7.       | A       | 2:16,70 | 6.      | 6.       |
| Noëmi Ildiko Lung | 400 m gyors    | 4:12,42  | 2.       | 9.       | B       | 4:11,68 | 2.      | 10.      |
| Noëmi Ildiko Lung | 200 m vegyes   | 2:15,55  | 1.       | 2.       | A       | 2:14,85 | 3.      |          |
| Noëmi Ildiko Lung | 400 m vegyes   | 4:41,96  | 1.       | 1.       | A       | 4:39,46 | 2.      |          |

## Vívás
Női
| Versenyző               | Versenyszám | Selejtező | Selejtező | Selejtező | Selejtező | Selejtező | Selejtező | Főtábla           | Főtábla           | Vigaszág          | Vigaszág          | Negyeddöntő       | Elődöntő          | Döntő             | Helyezés |
| Versenyző               | Versenyszám | 1. kör | 1. kör    | 2. kör | 2. kör    | 3. kör | 3. kör    | 1. kör            | 2. kör            | 1. kör            | 2. kör            | Negyeddöntő       | Elődöntő          | Döntő             | Helyezés |
| Versenyző               | Versenyszám | Ellenfél Eredmény | Hely.     | Ellenfél Eredmény | Hely.     | Ellenfél Eredmény | Hely.     | Ellenfél Eredmény | Ellenfél Eredmény | Ellenfél Eredmény | Ellenfél Eredmény | Ellenfél Eredmény | Ellenfél Eredmény | Ellenfél Eredmény | Helyezés |
| ----------------------- | ----------- | --- | --------- | --- | --------- | --- | --------- | ----------------- | ----------------- | ----------------- | ----------------- | ----------------- | ----------------- | ----------------- | -------- |
| Elisabeta Guzganu-Tufan | Tőr, egyéni | 6. csoport · Andrea Piros (SUI) · 5–1 · Thalie Tremblay (CAN) · 5–0 · Isabelle Spennato (FRA) · 5–3 · Liz Thurley (GBR) · 4–5 | 2.        | 6. csoport · Jolanta Królikowska (POL) · 1–5 · Laurence Modaine-Cessac (FRA) · 5–3 · Luan Csü-csie (Luan Ju-jie) (CHN) · 5–4 · Madeleine Philion (CAN) · 5–4 · Olga Voscsakina (URS) · 5–2 | 1.        | 1. csoport · Oka Tomoko (JPN) · 4–5 · Thak Cshongim (Tak Jeong-Im) (KOR) · 5–3 · Olga Voscsakina (URS) · 5–4 · Kovács Edit (HUN) · 3–5 · Szun Hung-jün (Sun Hongyun) (CHN) · 3–5 | 5.        | kiesett           | kiesett           | kiesett           | kiesett           | kiesett           | kiesett           | kiesett           | 18.      |
| Reka Zsofia Lazăr-Szabo | Tőr, egyéni | 8. csoport · Fabiana López (MEX) · 5–0 · Kerstin Palm (SWE) · 1–5 · Jelena Glikina (URS) · 3–5 · Sabine Bau (FRG) · 4–5       | 4.        | 5. csoport · Brigitte Latrille-Gaudin (FRA) · 1–5 · Kovács Edit (HUN) · 2–5 · Agnieszka Dubrawska (POL) · 5–1 · Sabine Bau (FRG) · 5–0 · Margherita Zalaffi (ITA) · 3–5                    | 3.        | 3. csoport · Anna Sobczak (POL) · 5–2 · Jánosi Zsuzsa (HUN) · 1–5 · Anja Fichtel-Mauritz (FRG) · 3–5 · Tatyjana Szadovszkaja (URS) · 4–5 · Margherita Zalaffi (ITA) · 2–5        | 5.        | kiesett           | kiesett           | kiesett           | kiesett           | kiesett           | kiesett           | kiesett           | 21.      |